# Berlin Atonal

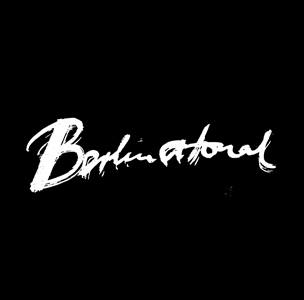
Logo du Berlin Atonal.

Berlin Atonal est un festival de musique allemand consacré aux musiques électroniques et expérimentales, créé en 1982 à Berlin. Inactif à partir de 1990, il est relancé en 2013. Il a lieu chaque année à la croisée des quartiers de Mitte et Kreuzberg au mois d'août, principalement dans une ancienne usine, le Kraftwerk. Sa programmation couvre une bonne partie du spectre des musiques électroniques : techno, ambient, drone, noise etc. En 2018, figurent au line-up des artistes comme Helena Hauff, Beatrice Dillon, British Murder Boys ou Samuel Kerridge.

## Historique
Le festival est créé en 1982 par Dimitri Hegemann, qui cesse de l'animer pour fonder le club Tresor en 1991. À sa reprise en 2013, le festival se déroule dans le même bâtiment que le club, mais aussi au Tresor même, au Globus ainsi qu’à l’OHM. Sa programmation est dirigée par son fondateur, conseillé par Harry Glass, Laurens von Oswald et Paulo Reachi.